# Цершак – Рогатець – Любляна – Нова-Гориця
Цершак – Рогатець – Любляна – Нова-Гориця – словенський газотранспортний коридор, основний елемент газотранспортної системи країни.
У 1978 році розпочався імпорт радянського газу до північної частини Югославії, для чого у Словенії проклали трубопровід від прикордонного з Австрією Цершаку, куди надходив ресурс із відгалуження Трансавстрійського газопроводу. Спершу словенський трубопровід прямував у південному напрямку, допоки в районі Рогатця не розділявся на дві лінії – на захід у напрямку Любляни та на південний схід до Хорватії (газопровід Рогатець – Загреб). Після Любляни траса довертала на південний захід та у підсумку досягала розташованого на італійському кордоні Шемпетеру (поблизу Нової-Гориці).
В цілому у коридорі від Цершаку до Нової-Гориці були прокладені наступні ділянки:
- Цершак – Рогатець діаметром 500 мм та довжиною 58 км;
- Рогатець – Водіце (на північній околиці Любляни) діаметром 400 мм;
- Водіце – Шемпетер діаметром знову 500 мм та довжиною 95км.
У 1992 році ввели в дію перемичку довжиною 5 км та діаметром 500 мм між Шемпетером та італійською газотранспортною системою. Це дозволило під’єднатись до прокладеного по італійській території продовження Транс-Середземноморського газопроводу та розпочати імпорт алжирського, а потім і лівійського природного газу (в 2013 році ресурс північноафриканського походження склав 22% у словенському імпорті блакитного палива). В 2015-му з’єднання з італійською ГТС в районі Шемпетера стало бідирекціональним.
Що стосується точки з’єднання з ГТС Хорватії у Рогатці, то в 2020-х роках через неї потенційно можливе надходження ресурсу, прийнятого хорватським терміналом по прийому та регазифікації ЗПГ на острові Крк (почав роботу в січні 2021-го).
У першій половині 2010-х головний словенський газотранспортний коридор суттєво підсилили, для чого по маршруту Цершак – Рогатець – Водіце проклали другу нитку діаметром 800 мм та довжиною 167 км.
Робочі тиски у газопроводі становлять 5 МПа та 7 МПа між Цершаком та Водіце (для ниток діаметром 500/400 мм і 800 мм відповідно) та 6,7 МПа для ділянки від Шемпетера до Водіце. Їх підтримку забезпечують дві компресорні станції:
- у Кідрічево (на відтинку від Цершака до Рогатця) потужністю 10,5 МВт;
- в Ajdovščina (між Шемпетером та Водіце) потужністю 9 МВт. Ця станція стала до ладу наприкінці 2000-х років.
Серед великих споживачів, котрі отримують блакитне паливо через систему, можливо назвати ТЕЦ Любляна та ТЕС Шоштань (остання живиться через відвід довжиною 17 км з діаметром 400 мм).
Також можливо відзначити, що дещо західніше від Рогатця від головного газотранспортного коридора відходить трубопровід Родне – Ново-Место, який подає ресурс споживачам у південно-східній частині Словенії.